# Cosmocampus albirostris
Cosmocampus albirostris är en fiskart som först beskrevs av Johann Jakob Kaup 1856.  Cosmocampus albirostris ingår i släktet Cosmocampus och familjen kantnålsfiskar. Inga underarter finns listade i Catalogue of Life.